# Vasil Strokaw
Vasil Strokaw (Wit-Russisch: Васіль Строкаў) (Minsk, 9 oktober 1995) is een Wit-Russisch mountainbiker en wegwielrenner die anno 2019 rijdt voor Minsk Cycling Club.

## Carrière
Als junior won Strokaw in 2013 een etappe in de Coupe du Président de la Ville de Grudziądz en nam hij deel aan het wereldkampioenschap. Vier jaar later nam hij deel aan de Ronde van de Toekomst, waarin hij tweemaal in de aanval ging. In de vijfde etappe versloeg hij zijn medevluchter Patrick Gamper in een sprint-à-deux. Eerder dat jaar was hij al nationaal kampioen eliminator geworden.

## Overwinningen
2013
3e etappe Coupe du Président de la Ville de Grudziądz
2017
 Wit-Russisch kampioen eliminator, Elite
5e etappe Ronde van de Toekomst
2018
3e etappe Vijf ringen van Moskou
2019
2e etappe Ronde van Xingtai

## Ploegen
- 2018 –  Minsk Cycling Club
- 2019 –  Minsk Cycling Club

Bazjkow · Ivasjkin · Karaljok · Klimjankow · Moezytsjkin · Papok · Ramanaw · Samojlaw · Sjemetaw · Sjoemaw · Sobal · Strokaw · Vorganov